# Zoran Petrović (Schiedsrichter)
Zoran Petrović (serbisch-kyrillisch Зоран Петровић; * 10. April 1952 in Belgrad; † 8. August 2024) war ein serbisch-jugoslawischer Fußballschiedsrichter.

## Sportlicher Werdegang
Petrović rückte im Alter von 30 Jahren zu den Hauptschiedsrichtern der 1. jugoslawische Liga auf, ab 1984 stand er auf der UEFA- und FIFA-Schiedsrichterliste. In der Folge pfiff er Spiele im Europapokal sowie Länderspiele. Im Dezember leitete er dabei im Rahmen der Qualifikation zur Weltmeisterschaftsendrunde 1986 seine erste Partie, als sich Deutschland mit einem 3:2-Auswärtserfolg im Ta’ Qali-Stadion trotz zwischenzeitlichem Rückstand bei Malta durchsetzte. Beim Turnier gehörte er zu den 19 UEFA-Vertretern und leitete unter anderem erneut ein Spiel der deutschen Elf, als diese im Achtelfinale mit einem späten Treffer von Lothar Matthäus Marokko mit 1:0 besiegte.
Nachdem Petrović nicht bei der Europameisterschaft 1988 berücksichtigt worden war, gehörte der Jugoslawe bei der Weltmeisterschaft 1990 wieder zu den Turnierschiedsrichtern. Dabei leitete er zwei Gruppenspiele. Im Oktober des Jahres wurde er neben José dos Santos als Schiedsrichter für den UEFA Super Cup vorgesehen, dabei kam ihn die Leitung des Rückspiels zwischen der AC Mailand und Sampdoria Genua zu. Zwei Jahre später pfiff er das Rückspiel im Endspiel um den UEFA-Pokal 1991/92, Ajax Amsterdam setzte sich mit einem 0:0-Unentschieden gegen Turin Calcio aufgrund der Auswärtstorregel nach einem 2:2-Remis im von Joe Worrall geleiteten Hinspiel.
Später unterzeichnete Petrović einen Profivertrag mit der Japan Football Association und war als Schiedsrichter in der J. League tätig. 1997 beendete er aus Altersgründen seine aktive Schiedsrichterlaufbahn.
Zoran Petrović starb am 8. August 2024 im Alter von 72 Jahren.